# برج ارجنان
برج ارجنان مربوط به دوره قاجار است و در شهرستان اردکان، بخش مرکزی، روستای ارجنان واقع شده و این اثر در تاریخ ۲۲ مرداد ۱۳۸۴ با شمارهٔ ثبت ۱۳۰۲۰ به‌عنوان یکی از آثار ملی ایران به ثبت رسیده است.